# Международные соревнования по современному пятиборью 1961
Международные соревнования по современному пятиборью 1961 года проводились в Москве с 26 по 30 мая.
Главный судья соревнований — судья всесоюзной категории М. М. Сомов. На старт вышли 25 пятиборцев, представлявшие 6 команд: РСФСР (две команды), Ленинград, Москва, команда кандидатов в сборную СССР и ГДР).

## Личное первенство
| Дисциплина        | Золото                                   | Серебро                                       | Бронза                                                              |
| Личное первенство | Игорь Флейшман · Москва · Спартак · 4957 | Альберт Мокеев · Москва · сборная СССР · 4946 | Николай Шинкаренко · Санкт-Петербург-Ленинград · Буревестник · 4747 |

- Итоговая таблица.

| Место | Спортсмен          | Спортивное общество    | Конкур            | Фехтование   | Стрельба | 300 м      | 4 км         | Сумма |
| ----- | ------------------ | ---------------------- | ----------------- | ------------ | -------- | ---------- | ------------ | ----- |
| 1.    | Игорь Флейшман     | Спартак, Москва        | 1117/время 5.34,0 | 944/16 побед | 960/193  | 930/4.14,8 | 1006/14.58,8 | 4957  |
| 2.    | Альберт Мокеев     | сборная СССР           | 1036/5.52,0       | 608/10       | 980/194  | 980/4.04,6 | 1342/13.06,8 | 4946  |
| 3.    | Николай Шинкаренко | Буревестник, Ленинград | 919/6.18,0        | 888/15       | 900/190  | 860/4.28,1 | 1180/14.00,2 | 4747  |